# Ryōzō Okuda
Ryōzō Okuda (奥田良三, Okuda Ryōzō) va ser un polític japonés que va exercir com a segon governador democràtic de la prefectura de Nara des de 1951 fins a 1980. També va exercir com a 41é governador designat de la prefectura de Gunma el 1947 i com a vice-governador de la prefectura de Fukuoka. El seu mandat com a governador de Nara ha estat el més llarg de la història d'aquesta prefectura, abastant huit termes i fins a 30 anys al càrrec. Paral·lelament, també fou president de l'Associació Nacional de Governadors des de 1976 a 1980.

## Biografia
Ryôzô Okuda va nàixer al poble de Tsutsui (actualment a Yamato-Kōriyama) del districte d'Ikoma el 15 de maig de 1903. Després d'acabar els seus estudis bàsics a Kōriyama, Okuda es va diplomar en ciències polítiques a la facultat de dret de la Universitat de Tòquio, entrant a treballar al Ministeri d'Afers Interns l'any 1927. Durant el període de pre-guerra va exercir diversos càrrecs representatius designat pel govern del Japó, com ara el de governador de la prefectura de Gunma el 1947 i el de vice-governador de la prefectura de Fukuoka.
L'any 1951, Okuda es presentà a les segones eleccions democràtiques a governador amb el suport dels partits de la dreta (Partit Liberal Democràtic) i l'aleshores líder màxim de la Tenrikyō des de 1915 a 1967, Shōzen Nakayama. Okuda va vèncer a les eleccions a l'aleshores governador, Mansaku Nomura, del centre-esquerra.
El mandat de Ryōzō Okuda fou el més llarg mai vist a la prefectura de Nara i un dels més llargs de tot el Japó, abastant huit legislatures i vint-i-nou anys. Es creu que l'èxit del seu mandat com a governador radica en una política àmplia, amb membres del gabinet de tendència conservadora i reformista, además del apoyo del culto Tenrikyô. Durant el govern d'Okuda la situació econòmica va millorar considerablement, suposant això un període favorable mai abans vist a Nara.
L'any 1980, un any escás després de guanyar les seues darreres eleccions de 1979, Okuda anuncià la seua dimissió per motius de salut, designant com el seu successor a les eleccions a l'aleshores vice-governador Shigekiyo Ueda, que seria governador de 1980 a 1989. Justament el 22 de desembre del mateix any, Okuda va morir amb 85 anys.